# Maohanpur Mohammadpur
Maohanpur Mohammadpur es una ciudad censal situada en el distrito de Haridwar,  en el estado de Uttarakhand (India). Su población es de 14394 habitantes (2011). 

## Demografía
Según el censo de 2011 la población de Maohanpur Mohammadpur era de 14394 habitantes, de los cuales 7572 eran hombres y 6822 eran mujeres. Maohanpur Mohammadpur tiene una tasa media de alfabetización del 85,40%, superior a la media estatal del 78,82%: la alfabetización masculina es del 91,54%, y la alfabetización femenina del 78,54%.